# Aeroportul Walvis Bay
Aeroportul Walvis Bay (IATA: WVB, ICAO: FYWB) este un aeroport din Regiunea Erongo, Namibia ce deservește zona Walvis Bay. Aeroportul a fost tranzitat în 2021 de 38.221 de pasageri. A fost numit după zona deservită.
Situat la o altitudine de 91 m, aeroportul dispune de 1 pistă. Este operat de Namibia Airports Company⁠(d).

## Infrastructură

### Piste
Aeroportul dispune de o singură pistă. Pista 09/27 are suprafața de asfalt și dimensiunile 3.500 m × 60 m. 